# Alfred Beit Bridge
L'Alfred Beit Bridge è un ponte sul fiume Limpopo (che segna il confine fra Zimbabwe e Sudafrica) che collega lo Zimbabwe (Provincia del Matabeleland Meridionale) e il Sudafrica (Provincia del Limpopo). Nei pressi del ponte, in territorio dello Zimbabwe, sorge una cittadina anch'essa chiamata Beitbridge.

## Descrizione
Il ponte deve il suo nome ad Alfred Beit, fondatore della compagnia diamantifera De Beers e socio in affari di Cecil Rhodes. Il ponte fu costruito nel 1929 al costo di 220.000 dollari; l'operazione fu finanziata congiuntamente da due compagnie ferroviarie, la Beit Railway Trust e la South African Railways. Il ponte è ancora in uso per il solo traffico ferroviario. Il trasporto su gomma utilizza invece un nuovo ponte a pedaggio, realizzato nel 1995 a spese del governo dello Zimbabwe.